# 2013 JQ64
2013 JQ64, também escrito como 2013 JQ64, é um corpo menor do sistema solar que é classificado como um centauro, numa classificação estendida de centauros. Ele possui uma magnitude absoluta de 6,3 e tem um diâmetro estimado de 242 km. O astrônomo Mike Brown lista este objeto em sua página na internet como um candidato a possível planeta anão.

## Descoberta
2013 JQ64 foi descoberto no dia 8 de maio de 2013 pelo Outer Solar System Origins Survey.

## Órbita
A órbita de 2013 JQ64 tem uma excentricidade de 0,546 e possui um semieixo maior de 49,314 UA. O seu periélio leva o mesmo a uma distância de 22,407 UA em relação ao Sol e seu afélio a 76,222 UA.